# Salvatore Lanna
Salvatore Lanna (* 31. Juli 1976 in Carpi) ist ein ehemaliger italienischer Fußballspieler und heutiger -trainer. Die meiste Zeit seiner Karriere spielte er bei Chievo Verona.

## Karriere

### Als Spieler
Lanna verbrachte seine Jugend beim Carpi FC. 1992 wurde er in den Kader der ersten Mannschaft aufgenommen, bestritt allerdings kein Spiel. 1993 wechselte er zu Reggina Calcio, wo er in zwei Jahren zu sechs Einsätzen kam. 1995 kehrte er zu Carpi zurück und bestritt 30 Ligaspiele. Durch seine guten Leistungen zog Lanna das Interesse von Chievo Verona auf sich und wurde 1996 auch verpflichtet.
Bei Chievo musste Lanna auf der linken Abwehrseite um einen Stammplatz mit Andrea Guerra kämpfen. Er kam auf 23 Einsätze in der Saison 1996/97. Im folgenden Jahr erhielt Silvio Baldini öfter den Vorzug und Lanna kam auf 14 Einsätze. In der Serie B 1999/2000 bestritt er 19 Spiele und erzielt zwei Tore, die ersten Tore seiner Profikarriere.
In der Saison 2000/01 wurde Lanna endgültig Stammspieler und bestritt 34 Ligaspiele, zudem stieg er mit Chievo das erste Mal in dessen Vereinsgeschichte in die Serie A auf. In seiner Debüt-Saison in der Serie A bestritt Lanna 33 Ligaspiele, auch in den folgenden Jahren war er fester Stammspieler in der Abwehr. 2004 war er Vizekapitän. Seine meisten Ligaspiele, 37 an der Zahl, bestritt Lanna in der Saison 2005/06, in der er mit Chievo in die zweite Liga absteigen musste.
Nach dem Abstieg verließ Lanna den Verein nach 11 Jahren und wechselte zum FC Turin, danach folgten noch zwei Jahre in Bologna, seine Karriere ließ Lanna bei der AC Reggiana ausklingen, 2011 beendete er seine Karriere.
Mit über 300 Einsätzen gehört Lanna zu den vereinsinternen Spielern mit den meisten Einsätzen bei Chievo Verona.

### Als Trainer
Nach seinem Karriereende wurde Lanna technischer Assistent im Jugendbereich bei der AC Reggiana, seit 2012 ist er Co-Trainer bei Chievo Verona.